# 中野とも子
中野 とも子（なかの ともこ、1967年2月10日- ）は日本のセラピスト、心理カウンセラー。吉祥寺駅前カウンセリングルーム主宰。所属事務所はアートタッチ。東京都出身・在住。女子美術大学卒業。

## レギュラー出演

### テレビ
- 関口さんII（テレビ埼玉）
- 玉ニュータウン（テレビ埼玉）

### ラジオ
- 玉ニュー！（USEN）Ｈ20.9～H21.3
- アイドル保健室カリスマカウンセラー中野とも子のハートに赤チン（USEN）Ｈ19.4～Ｈ20.9